# Bumbueni, Argeș
Bumbueni este un sat în comuna Lunca Corbului din județul Argeș, Muntenia, România. Situată în partea central-sudică a țării, în zona cunoscută sub numele de Țara Făgărașului, comuna este formată din mai multe sate și cătune.

În general, comuna Bumbueni este recunoscută pentru peisajele sale naturale frumoase, cu dealuri și păduri pitorești. De-a lungul anilor, turismul rural a devenit tot mai popular în această zonă, iar oamenii vizitează Bumbueni pentru a se bucura de aerul curat, de tradițiile locale și de ospitalitatea locuitorilor.